# Carapa pariensis
Carapa pariensis är en tvåhjärtbladig växtart som beskrevs av Kenfack. Carapa pariensis ingår i släktet Carapa och familjen Meliaceae. Inga underarter finns listade i Catalogue of Life.